# Væskekromatografi-massespektrometri
Væskekromatografi-massespektrometri (engelsk: liquid chromatography-mass spectrometry, forkortet LC-MS) er en metode inden for analytisk kemi til bestemmelse af mængden og/eller arten af et eller flere stoffer af interesse (kaldt "analytter") i en prøve.
Ved LC-MS føres en væskeprøve med opløste analytter gennem en kromatografikolonne indeholdende et kolonnemateriale (den "stationære fase"). Afhængigt af deres kemiske polaritet vil analytterne binde sig med forskellig styrke til kolonnematerialet. For hver analyt vil der indstille sig en ligevægt mellem andelen af analyt, der er bundet til kolonnematerialet, og andelen af analyt, der er opløst i væsken. Denne ligevægt er unik for hver analyt, hvilket gør det muligt at adskille analytterne fra hinanden.
Når en analyt har passeret igennem kromatografikolonnen, ioniseres den ved hjælp af en ioniseringskilde, således at den kan analyseres i et massespektrometer. Der findes forskellige typer ioniseringskilder velegnede til væskekromatografi. Et eksempel er elektrospray-ionisering (ESI). Ved denne teknik sprøjtes væsken fra kromatografikolonnen igennem et kapillærrør sammen med en strøm af kvælstof, samtidig med at væsken udsættes for højspænding (1000-5000 V). Under disse betingelser dannes der en fin spray af aerosoler, fra hvilke ioner kan fordampe og føres ind i massespektrometeret.
I massespektrometeret adskilles ionerne efter deres masse/ladnings- (m/z)-forhold, og ved hjælp af en computer omdannes dataene til et massespektrum, der afbilder antallet af ioner som funktion af m/z.